# جيم بيرن (لاعب كرة قدم أمريكية)
جيم بيرن (بالإنجليزية: Jim Beirne)‏ هو لاعب كرة قدم أمريكية أمريكي، ولد في 15 أكتوبر 1946 في ماكيسبورت في الولايات المتحدة.

## وصلات خارجية
- جيم بيرن على موقع مرجع كرة القدم المحترفة.كوم (الإنجليزية)